# Vilar Maior
Vilar Maior is een plaats (freguesia) in de Portugese gemeente Sabugal en telt 168 inwoners (2001).